# В тринадцатом часу ночи
«В тринадцатом часу ночи» — советский музыкальный телевизионный фильм, новогоднее представление, снятое режиссёром Ларисой Шепитько в 1968 году. Премьера состоялась в ночь на 1 января 1969 года (начало — в 0:10).

В картине игровые эпизоды совмещаются с танцевальными и песенными номерами в исполнении популярных артистов конца 1960-х годов.

## История создания
Как и предыдущая работа Ларисы Шепитько «Родина электричества», фильм «В тринадцатом часу ночи» не вышел на экраны. Она вспоминала об этом периоде жизни так:
Обидно было, что какой-то запал был растрачен, не нашёл выхода. А тут ещё поджидало меня новое испытание: мне исполнилось тридцать лет. 

Тридцать лет — пик жизни. С высоты этого пика отчётливо понимаешь ценность или пустоту прожитого, верность или ошибочность избранного тобой пути. Состоялся ли ты как личность?

## Сюжет
В новогоднюю ночь в лесной избушке на курьих ножках собралась нечисть под предводительством Бабы-Яги — Водяной, Леший, Домовой, Овинный, Русалка и Анчутка ждут для встречи Нового 1969 года «высокого заграничного гостя». Гость прибывает, им оказывается маленький гномик в красном костюме, говорящий на иностранном языке (в роли переводчицы выступает Русалка). Герои садятся за праздничный стол, поют и пляшут, но больше всего их привлекает просмотр развлекательной передачи по Центральному телевидению. Наконец вся компания волшебным образом перемещается в телестудию, где быстро наводит свои порядки.
Игровые эпизоды в фильме чередуются с выступлениями известных артистов той эпохи — польского ансамбля «Красные гитары», пародиста Виктора Чистякова, исполнителя цыганских романсов Валентина Баглаенко, певицы Ирмы Сохадзе, фокусника Арутюна Акопяна, танцевальных ансамблей и других.

## В главных ролях
- Зиновий Гердт — Баба-Яга
- Анатолий Папанов — Овинный
- Георгий Вицин — Водяной
- Виктор Байков — Домовой
- Наталия Дрожжина — Русалка
- Вячеслав Царёв — Анчутка Беспятый
- Спартак Мишулин — Леший
- Андрюша Макаренко — Гном Урю

## В фильме снимались
- Виталий Белецкий — балалаечник
- Виктор Чистяков — пародист
- Валентин Баглаенко — певец
- Арутюн Акопян — фокусник
- Майя Розова — певица
- Ирма Сохадзе — певица
- Л. Реутова
- Игорь Махаев
- артисты:

Московского «Балета на льду»
Академического Большого театра
театра «Ромэн»
Ленинградского мюзик-холла
Московского театра оперетты
и циркового училища
- квартет «Красные гитары» (Польша)

### В эпизодах
- Владимир Басов — режиссёр в студии
- Светлана Котикова — ассистент режиссёра Тамара
- Александр Ширвиндт — помощник режиссёра в студии
- Владимир Долинский — телеоператор Петя

### Нет в титрах
- Виктор Балашов — ведущий в телевизоре
- Анатолий Силин — ведущий в телевизоре
- Ада Шереметьева — ведущая в телевизоре

## Съёмочная группа
- сценарий Семён Лунгин, Илья Нусинов
- постановка Лариса Шепитько
- оператор — Павел Лебешев
- художники: Александр Бойм, М. Карякин
- композитор — Роман Леденёв
- «Песня Русалки»: текст Геннадий Шпаликов, поёт Ирма Сохадзе
- звукорежиссёр — В. Русаков
- режиссёры: Владимир Златоустовский, В. Ковалёва-Рысс
- грим — В. Штракин, О. Захарова
- редактор — В. Шитова
- монтаж — А. Соболева
- свет — Н. Быканов
- ассистент режиссёра — В. Чернышёва
- ассистенты оператора — Ю. Серебряков, Б. Алёшкин
- директор картины — Г. Гавендо